# Кейти Форд
Кейти Форд (на английски: Katie Fforde), родена Катрин Роуз Гордън-Къминг (на английски: Catherine Rose Gordon-Cumming), е британска писателка на любовни романи, развиващи се в съвременна Англия. Публикува от 1995 г.

## Биография
Родена е на 27 септември 1952 г. в Уимбълдън, Лондон като дъщеря на Шърли Барбара Лауб и Майкъл Уилоуби Гордън-Къминг. Нейният дядо по бащина линия е сър Уилям Гордън-Къминг – шотландски земевладелец, военен, авантюрист и светска личност. Нейната сестра е писателката Джейн Гордън-Къминг.
През 1972 г. се омъжва за Дезмънд Форд, племенник на банкера Джон Стандиш Форд и братовчед на колегата ѝ писател Джаспър Форд. Имат три деца: Гай, Франсис и Брайъни. Започва да пише едва след раждането на третото си дете. Тя пише с фамилията си след брака.
Форд живее близо до Страуд, Глостършър повече от двадесет години. Старото ѝ хоби гладене и домакинска работа отстъпва място на пеенето, фламенко танците и състезанията с хъски. Тя твърди, че това я поддържа във форма.
Много от собствените ѝ преживявания попадат в нейните книги. Нейният роман Going Dutch е сред 10-те най-продавани бестселъра на в. Сънди Таймс за юни 2007 г. Форд се отнася сериозно към изследванията за своите книги, използвайки подход в стил „метод на актьорско майсторство“ към различните професии и фон, представени в нейните романи, използвайки опит като носач в аукционна къща, прави керамика, поправя мебели, изследва процесите зад уебсайт за запознанства и посещава курс за оцеляване на Рей Миърс.
Тя е основателка на Стипендия „Кейти Форд“ за писатели, които все още не са сключили издателски договор. Дълги години е член на комисията на Асоциацията на романтичните романисти (Romantic Novelists' Association) и е избрана за неин 25-и председател (2009 – 2011), а по-късно и за 4-ти президент. През юни 2010 г. е обявена за патрон на първата Национална седмица на късия разказ в Обединеното кралство. През 2016 г. стартира конкурс за съвременна художествена литература Страуд като част от първия Фестивал на книгата Страуд.

### Романи
- The Rose Revived (1995)
- Living Dangerously (1996)
- Wild Designs (1996)
- Stately Pursuits (1997)
- Life Skills (1999)
- Thyme Out (2000) или Second Thyme Around
- Artistic Licence (2001)
- Highland Fling (2002)
- Paradise Fields (2003)
- Restoring Grace (2004)
- Flora's Lot (2005) или Bidding for Love
- Practically Perfect (2006)
- Going Dutch (2007)
- Wedding Season (2008)
- Love Letters (2009)
- A Perfect Proposal (2010)
- Summer of Love (2011)
- Recipe for Love (2012)
Рецепта за любов, изд. СББ Медиа (2020), прев. Боряна Неделчева
- Best of Romance (2012)
- A French Affair (2013)
- The Perfect Match (2014)
- A Vintage Wedding (2015)
- Christmas like in a Picture Book (2016)
- A Summer at Sea (2016)
- A Secret Garden (2017)
- A Summer by the Sea: can you be a girlfriend on vacation? (2017)
- A Country Escape (2018)
- A Summer by the Sea (2018)
- A Garden full of Flowers (2018)
- A Rose Petal Summer (2019)
- The Cottage (2019)
- Christmas Magic in the Cabin (2019)
- A Springtime Affair (2020)
- A Wedding in the Country (2021)
- A Wedding in Provence (2022)

### Повести
- The Undercover Cook (2012)
- Staying Away at Christmas (2012)
- From Scotland With Love (2013)
- A Christmas in Disguise (2015)
- Candlelight at Christmas (2016)
- Saving the Day (2021)

### Разкази
- Candlelight at Christmas (2016) – ел. книга

### Сборници
- A Christmas Feast (2014) – сборник с разкази
- Katie Fforde's Winter Collection (2016): включва два романа (Highland Fling и The Rose Revived) и три разказа (Staying Away at Christmas, From Scotland With Love и A Christmas in Disguise)
- The Christmas Stocking (2017) – сборник с разкази

### Редактирани антологии
- Loves Me, Loves Me Not (2009)
- A Christmas Feast and Other Stories (2014)
- The Christmas Stocking and Other Stories (2017)

### Предговори
„Wannabe a Writer?“ (Accent Press, 2007, Jane Wenham-Jones)

## Филмография
Романите на Форд са адаптирани в поредица от немски телевизионни филми. За разлика от романите телевизионните филми се снимат в североизточната част на САЩ.
- Katie Fforde: Die Treue-Testerin – Spezialauftrag Liebe (2008)
- Katie Fforde: Katie Fforde: Eine Liebe in den Highlands (2010), базиран на Highland Fling
- Katie Fforde: Festtagsstimmung (2010), базиран на Restoring Grace
- Katie Fforde: Glücksboten (2010), базиран на Thyme Out
- Katie Fforde: Harriets Traum (2011), базиран на The Rose Revived
- Katie Fforde: Zum Teufel mit David (2011), базиран на Living Dangerously
- Katie Fforde: Diagnosis Love (Katie Fforde: Diagnose Liebe) (2012)
- Katie Fforde: Lighthouse with a View (Leuchtturn mit Aussicht) (2012)
- Katie Fforde: Jump into Happiness (Katie Fforde: Sprung ins Glück) (2012)
- Katie Fforde: Part of You (Katie Fforde: Ein Teil von Dir) (2012)
- Katie Fforde: Summer of Truth (Katie Fforde: Sommer der Wahrheit) (2012)
- Katie Fforde: An Expensive Fling (2013, базиран на Flora's Lot)
- Katie Fforde: By Your Side (Katie Fforde: An deiner Seite) (2014)
- Katie Fforde: The See in You (Katie Fforde: Das Meer in Dir) (2014)
- Katie Fforde: Like Fire and Ice (2014)
- Katie Fforde: Geschenkte Jahre (2014, базиран на Paradise Fields)
- Katie Fforde: Love in New York (Katie Fforde: Eine Liebe in New York) (2014)
- Katie Fforde: Martha Dances|de|Katie Fforde: Martha Tanzt}} (2014)
- Katie Fforde: Forget Me Not (Katie Fforde: Vergiss Mein Nicht) (2015)
- Katie Fforde: Back to the Sea (Katie Fforde: Zurück ans Meer) (2015)
- Katie Fforde: The Child I Long For (2015)
- Katie Fforde: A Christmas Miracle in New York (2015)
- Katie Fforde: Why Did I Say Yes? (Katie Fforde: Warum hab ich ja gesagt?) (2016)
- Katie Fforde: Die Frau an seiner Seite (2016)
- Katie Fforde: The Silence of Men|de|Katie Fforde: Das Schweigen der Männern}} (2016)
- Katie Fforde: Summer of Witches|de|Katie Fforde: Hexensommer}} (2016)
- Katie Fforde: You and Me (Katie Fforde: Du und ich) (2016)
- Katie Fforde: My son and his fathers (Katie Fforde: Mein Sohn und seine Väter) (2016)
- Katie Fforde: Dancing on Broadway (Katie Fforde: Tanz auf dem Broadway) (2016)
- Katie Fforde: Bella's Luck (Katie Fforde: Bellas Glück) (2016)
- Katie Fforde: Matter of the Heart (Katie Fforde: Herzenssache) (2017)
- Katie Fforde: My Crazy Family (2017)
- Katie Fforde: Brother's Keeper (Katie Fforde: Bruderherz) (2017)
- Katie Fforde: Mom at Home Alone (Katie Fforde: Mama Allein Zu Haus) (2018)
- Katie Fforde: Pretty Best Friends (Katie Fforde: Ziemlich Beste Freundinnen) (2018)
- Katie Fforde: Family on Probation (Katie Fforde: Familie auf Bewährung) (2018)
- Katie Fforde: A Friend in Need (2018)
- Katie Fforde: Room with an Ocean View (2018)
- Katie Fforde: Kissed Awake (2019)
- Katie Fforde: The Other Woman's Child (2019)